# 後梁 (南朝)

後梁
梁

後梁（黄緑）と陳・北周・北斉

後梁（こうりょう、ごりょう、554年 - 587年）は、中国の南北朝時代に存在した王朝。中国では、五代十国時代の後梁と区別して西梁とも呼ぶ。都は江陵。

## 歴史
梁の末期の6世紀中葉、侯景の乱によって国内は混乱状態に陥る。侯景は552年4月に殺害され、蕭繹（元帝）が梁の新たな皇帝として即位したが、梁の皇族同士の対立は収まることがなかった。武帝の孫の1人である蕭詧は、叔父の元帝と対立し、生き残りのため西魏に援軍を求め、保護という名目で実質的に支配下に入る。その後、元帝は北斉と緊密な関係となり、西魏はそれに対抗して江南への影響力を確保するために蕭詧に梁王を名乗らせて（550年）梁に侵攻し、554年に江陵にあった元帝を戦死に追い込んだ。江陵を掌握した西魏は、蕭詧を新たな梁の皇帝（宣帝）として即位させる。こうして誕生した国家が後梁である。ただし、本来の梁もまた北斉の支援のもとに存続したから、後梁の成立によって梁はふたつに分裂したことになる。しかし、後梁は実質的には西魏の傀儡政権であり、またそれが支配下に置いたのは江陵周辺のごく一部の地域にしかすぎなかった。
北斉は梁に対して自らの支配下にいた蕭淵明（武帝の甥）を送り込んで領土の大半の実効支配をおこない、その直後に元帝の子である敬帝を即位させる。その後、敬帝は陳の武帝となった陳霸先によって退位させられ、梁は滅亡する。
一方、後梁は西魏、それに代わった北周、さらに隋に至るまで、傀儡政権でありながら命脈を保った。この理由の一つとしては、西魏や北周にとっては、陳は簒奪政権にすぎず、自分の配下にある後梁こそが梁の正統政権であると主張することによって、江南へ勢力を伸ばそうとする試みを正当化する理由となっていたことが挙げられる。また、後梁は梁朝の爛熟した文化を受け継いでおり、傀儡政権とはいえその城下には高い文化が花開き、後世にその文化を伝える役割を果たしたとも言える。
南北朝統一直前の587年、隋の文帝により、後梁は廃された。
南朝陳の滅亡後の589年、陳の東揚州刺史蕭巌と呉州刺史蕭瓛が主に推されて隋に反抗しているが、蕭巌は後梁の宣帝蕭詧の五男であり、蕭瓛は明帝蕭巋の三男であった。また、隋の煬帝の皇后・煬愍蕭皇后は蕭巋の娘であり、隋末に巴陵に起兵し、梁の皇帝を称した蕭銑は蕭巌の孫であった。さらに、唐の尚書左僕射に上った蕭瑀は蕭巋の子である。これらの事実は、後梁滅亡後も蕭氏が高い名望を保っていたことを示している。

## 後梁の皇帝
1. 中宗宣帝（蕭詧、在位：554年 - 562年）
2. 世祖明帝（蕭巋、在位：562年 - 585年）
3. 後主/孝靖帝（蕭琮、在位：585年 - 587年）

## 後梁の元号
1. 大定（555年 - 562年）
2. 天保（562年 - 585年）
3. 広運（585年 - 587年）